# Neosho (Missouri)
Neosho település az Amerikai Egyesült Államok Missouri államában, Newton megyében, melynek megyeszékhelye is. Lakosainak száma 12 590 fő (2020. április 1.).

## Népesség
A település népességének változása:

| 2010 | 11 835 |
| 2020 | 12 590 |